# Cratere Tafakula
Tafakula  è un cratere sulla superficie di Cerere.